# Église d'Episkopí de Síkinos
L'église d'Episkopí (en grec moderne : εκκλησία της Επισκοπής) est une église située sur l'île de Síkinos, en Grèce, créée par la conversion d'un ancien mausolée romain en église au cours du XVIIe siècle. Il s'agit d'un des rares exemples d'édifices antiques conservés en très bon état en Grèce, et probablement le seul à conserver ses ajouts de date ultérieure. Au départ, l'église est considérée comme un réaménagement d'un ancien temple dédié à Apollon Pythien. Elle est classée monument historique.

## Histoire
D'après l'architecture du bâtiment, il aurait été construit comme un mausolée au cours du IIIe siècle. Par la suite, le mausolée est converti en église avec l'ajout d'un dôme au centre du bâtiment, ainsi que d'une niche de forme semi-circulaire sur le mur oriental. De même, la façade, où se trouve un portique ouvert soutenu par des colonnes, est construite en maçonnerie. Le bâtiment subit plusieurs modifications au cours du VIIIe, du XIVe et du XVIIe siècle, tandis qu'il est victime de pilleurs de tombes à plusieurs reprises. À une date ultérieure, l'église est utilisée comme monastère, dont les cellules sont conservées jusqu'à aujourd'hui. À proximité de l'église se trouve l'église de Sainte-Anne.
L'église est mentionnée dans un sigillion (en) du patriarche Callinique II (règne entre 1689 et 1693 et entre 1694 et 1702), où il est mentionné que l'église de la Théotokos, appelée Episkopí, est rénovée par Nikólaos Serfiótis, oncle de l'archevêque de Sifnos de l'époque, Athanase, à qui il accorde le contrôle et l'entretien de l'église. En 1771, le site est visité par Pasch Van Krienen, tandis qu'en 1837, il est visité par Ludwig Ross, qui procède à une description détaillée du monument et suggère qu'il s'agit du temple d'Apollon Pythien sur la base d'une inscription qu'il a découvert dans les environs. En revanche, en 1895, Alfred Schiff suggère qu'il s'agit d'une tombe érigée par un magnat romain exilé pour honorer son épouse.
En 2017, des travaux de restauration des dommages et des problèmes structurels du temple sont lancés dans le cadre du programme opérationnel « Égée du Sud 2014-2020 », ainsi que la reconversion des bâtiments adjacents en espaces d'exposition de découvertes archéologiques. Au cours de ces travaux, une tombe non identifiée en forme d'arche appartenant à une femme et datant du IIe ou du IIIe siècle de notre ère est découverte dans une crypte située sous le temple. Celle-ci contient notamment des bijoux, tels que des bagues, des bracelets en or, un collier et une fibule, ainsi que des récipients en verre et en métal. L'inscription funéraire retrouvée mentionne le nom de Neïkó, qui est probablement la personne en honneur de laquelle le mausolée est construit.

## Description

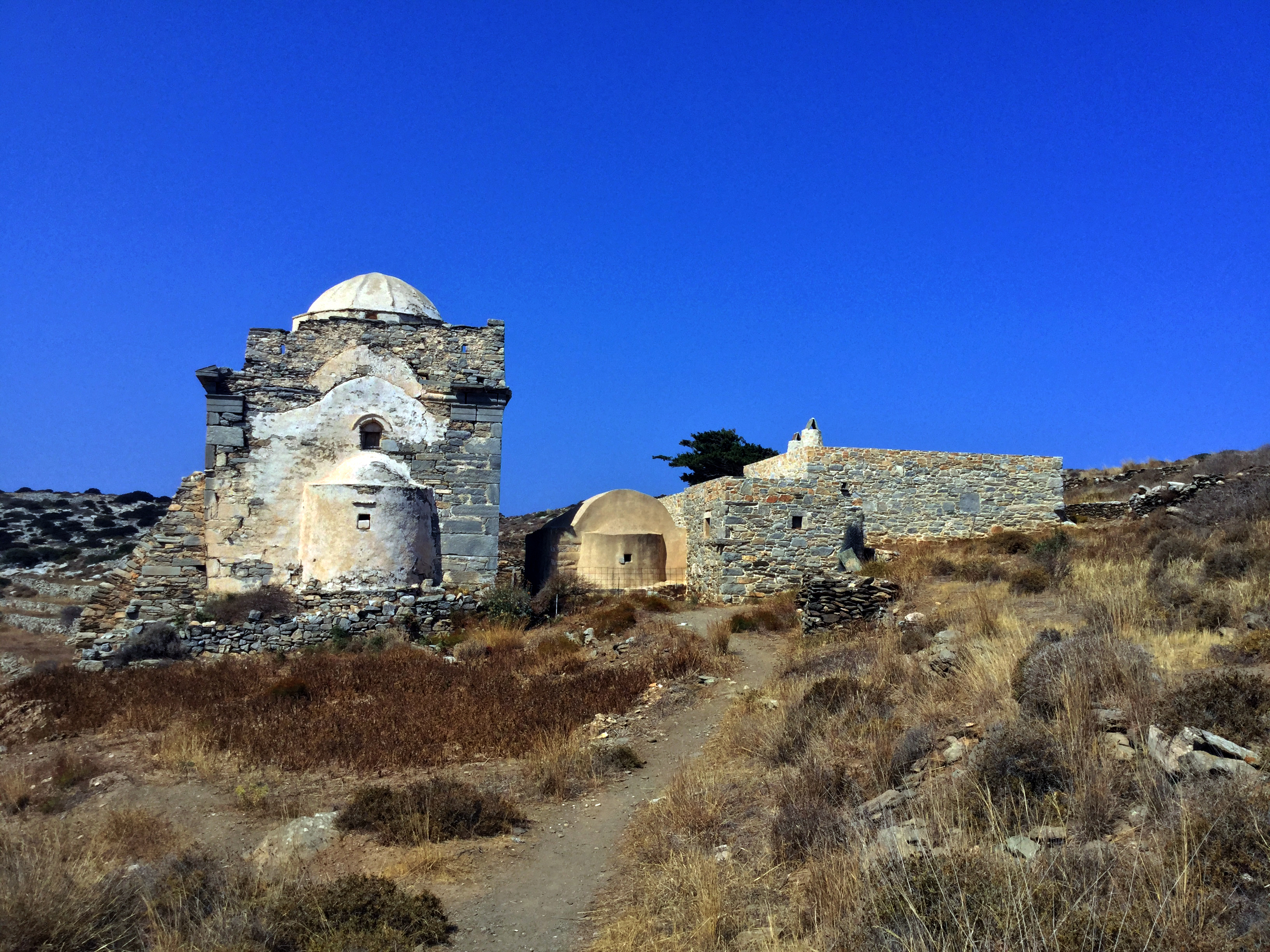
Vue arrière de l'église d'Episkopí.

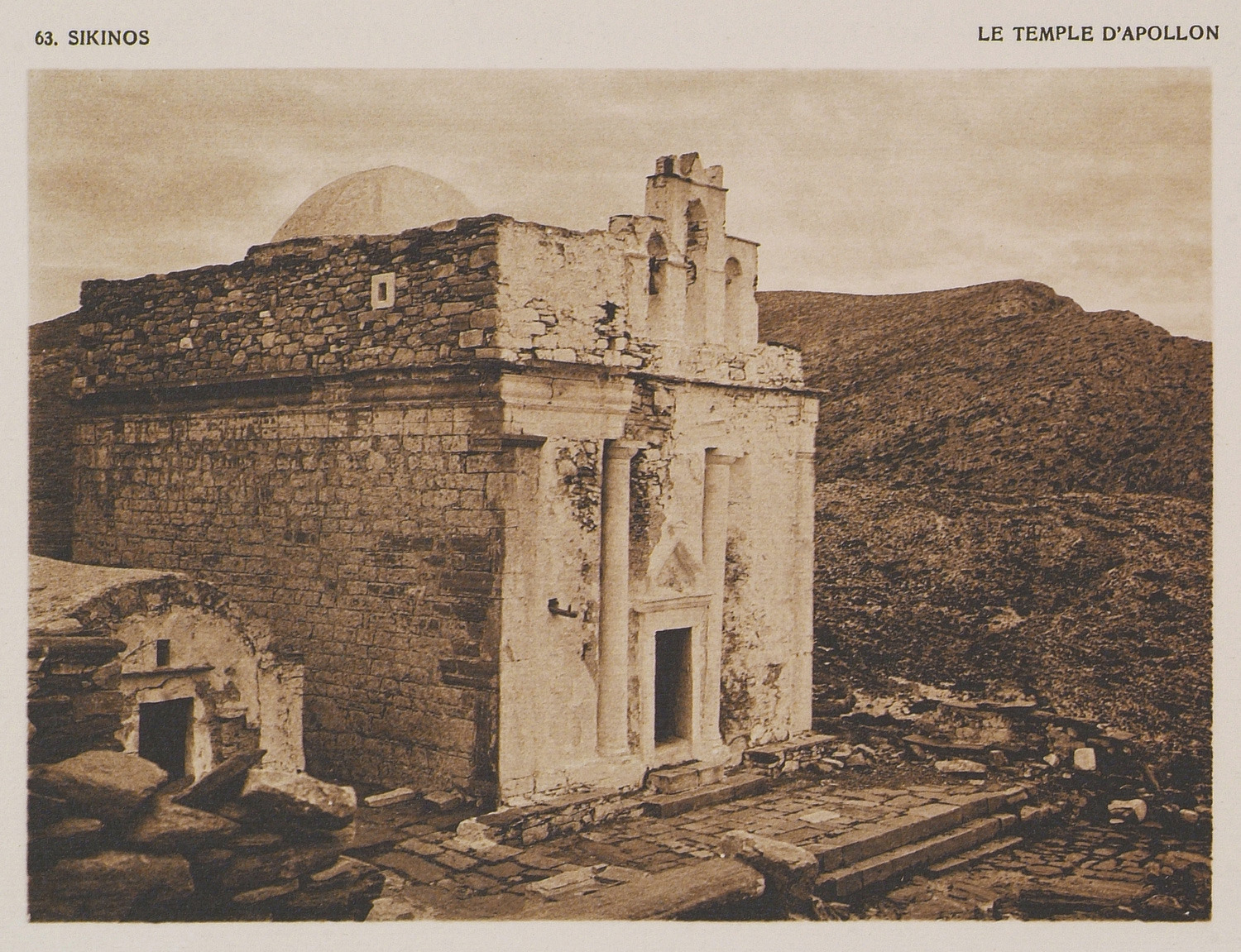
L'église en 1919 par Baud-Bovy et Boissonnas.

L'église est située dans la partie sud de la crête centrale de Síkinos et est entourée de cultures en terrasses, à environ une heure et demie de marche du bourg de Síkinos. L'édifice se présente sous la forme d'un temple de style ionique dont l'entrée se trouve à l'ouest, selon les principes de Vitruve, ce qui, par la suite, facilite sa conversion en église chrétienne. Les deux colonnes ont des chapiteaux de style dorique. Les colonnes reposent sur des bases et leur taille totale, base et chapiteaux compris, est de 4,9 mètres. L'architrave fait partie de la corniche entourant le temple. Le mur sud est soutenu par des contreforts en pierre taillée et non taillée. L'édifice est construit en marbre gris et blanchi à la chaux.
À l'intérieur, le temple est divisé en deux parties : le pronaos et la cella. L'ouverture entre les pilastres et les colonnes est construite en maçonnerie dans le cadre de la reconversion du bâtiment en église. La toiture originale du temple ne subsiste pas, tandis qu'un dôme est ajouté à sa place. Une ouverture est créée dans le mur oriental afin d'y construire le sanctuaire. Le dôme et le sanctuaire sont décalés de 30 cm vers le nord par rapport à l'axe central du bâtiment. Seule une partie du fronton du bâtiment, dans l'angle sud-est, est conservée. Un mur est construit à l'emplacement du fronton oriental restant, qui sert d'abri. Il comporte de petites ouvertures, ainsi qu'un emplacement destiné à accueillir un foyer. L'accès au niveau de la toiture se fait par un escalier situé dans la partie nord de la cella. Les dimensions globales du bâtiment sont de 10,4 sur 7,16 m, les dimensions du porche étant de 3,2 sur 5,8 m et celles de la cella de 5,32 sur 5,96 m.
Sous la cella se trouvent deux cryptes voûtées. L'accès à ces dernières se fait par un chemin situé sur le côté sud du bâtiment. Il semble que leur création remonte à la construction du monument.
Aux alentours du temple se trouvent des structures sobres qui servent à héberger les pèlerins pendant les fêtes.